# Gospodarka żetonowa
Gospodarka żetonowa – technika terapeutyczna oparta na teorii warunkowania sprawczego służąca wytworzeniu zachowań pożądanych społecznie. Stosowana jest najczęściej w szpitalach psychiatrycznych w celu zaktywizowania konstruktywnych zachowań pacjentów.
Technika ta polega na „płaceniu” pacjentowi żetonami (wzmocnienie zastępcze) za zachowania, których się od niego oczekuje – np. uczestniczenia w grupie terapeutycznej czy aktywnego merytorycznie werbalnego udziału w trakcie spotkań grupy. Zdobyte w ten sposób żetony pacjent może wymieniać na interesujące go przywileje lub rzeczy (np. może dłużej oglądać telewizję lub dostać przepustkę).
Do warunków stworzenia skutecznego programu należą:
- określenie, jakie zachowania uznaje się za pożądane
- ustalenie, co będzie pełniło funkcję wzmocnienia zastępczego (np. żeton)
- określenie sposobu właściwych wzmocnień